# Dickkopfanolis
Der Dickkopfanolis (Anolis cybotes, Syn.: Audantia cybotes) ist eine Echsenart aus der Gruppe der Leguanartigen. Er ist auf einigen  karibischen Inseln, die zur Dominikanischen Republik und zu Haiti gehören, heimisch.

## Beschreibung
Die Männchen erreichen eine Maximalgröße von 18 bis 20,3 cm, die Weibchen sind geringfügig kleiner. Die Farbe ist bräunlich, niemals vollkommen grün. Die Männchen haben oft grünliche oder dunkelbraune Streifen an Körper, Beinen und Schwanz. Die Kehlfahne ist gelblich, manchmal mit einem orangen Fleck. Das Weibchen ist orange-bräunlich mit einem hellen Rückenstreifen vom Kopf bis zum Schwanz. Die Körpertemperatur wechselt, da die Anolis-Arten wie alle Reptilien zu den Kaltblütern zählen und auf die Temperaturen in ihrer Umgebung angewiesen sind. Tagsüber kann ihre Körpertemperatur in Bodennähe auf durchschnittlich mehr als 30 °C ansteigen.

## Verbreitung und Lebensweise
Der Dickkopfanolis ist auf den karibischen Inseln Hispaniola, Île à Vache, Île de la Tortue (Tortuga), Isla Catalina, Isla Saona, Isla Catalinita, Île Grande Cayemite, Île de la Gonâve, Île á Cabrit, sowie eingeschleppt in Florida und Surinam, verbreitet. Oft kommt er zusammen mit anderen Anolis-Arten im selben Biotop vor, manchmal kommt es zu Hybriden.
Die Tiere leben am Waldrand, selten im dichten Wald, eher in Bodennähe. Sie können lange in einer Position verharren und dann schnell ihre Position wechseln. Sie sind im Vergleich zu anderen Anolis eher mäßige Kletterer. Der Dickkopfanolis ernährt sich von Großlibellen, Kakerlaken und Kugelfingergeckos.

## Systematik

### Unterarten
Es wurden bisher drei Unterarten beschrieben. Durch die Isolation auf verschiedenen Inseln wird diese Radiation erklärbar. 
- Anolis cybotes cybotes lebt auf der Insel Hispaniola und einigen kleineren, vorgelagerten Inseln, nicht jedoch auf der Isla Saona und der Île de la Gonâve, wo sie jeweils durch eine der beiden anderen Unterarten vertreten werden.
- Anolis cybotes doris Barbour, 1925, ist auf der Île de la Gonâve heimisch.
- Anolis cybotes ravifaux Schwartz und Henderson, 1982, kommt auf der Isla Saona und – nicht ganz gesichert – auf der Isla Catalinita vor.